# Agaricales
A ordem Agaricales, também conhecida por cogumelos lamelados, ou euagáricos, contém alguns dos maiores tipos de famílias de cogumelo. A ordem tem aproximadamente 24 000 espécie, segundo dados atualizados de 2022 da associação Catalogue of Life, ou um quarto de todos homobasidiomycetes conhecidos.

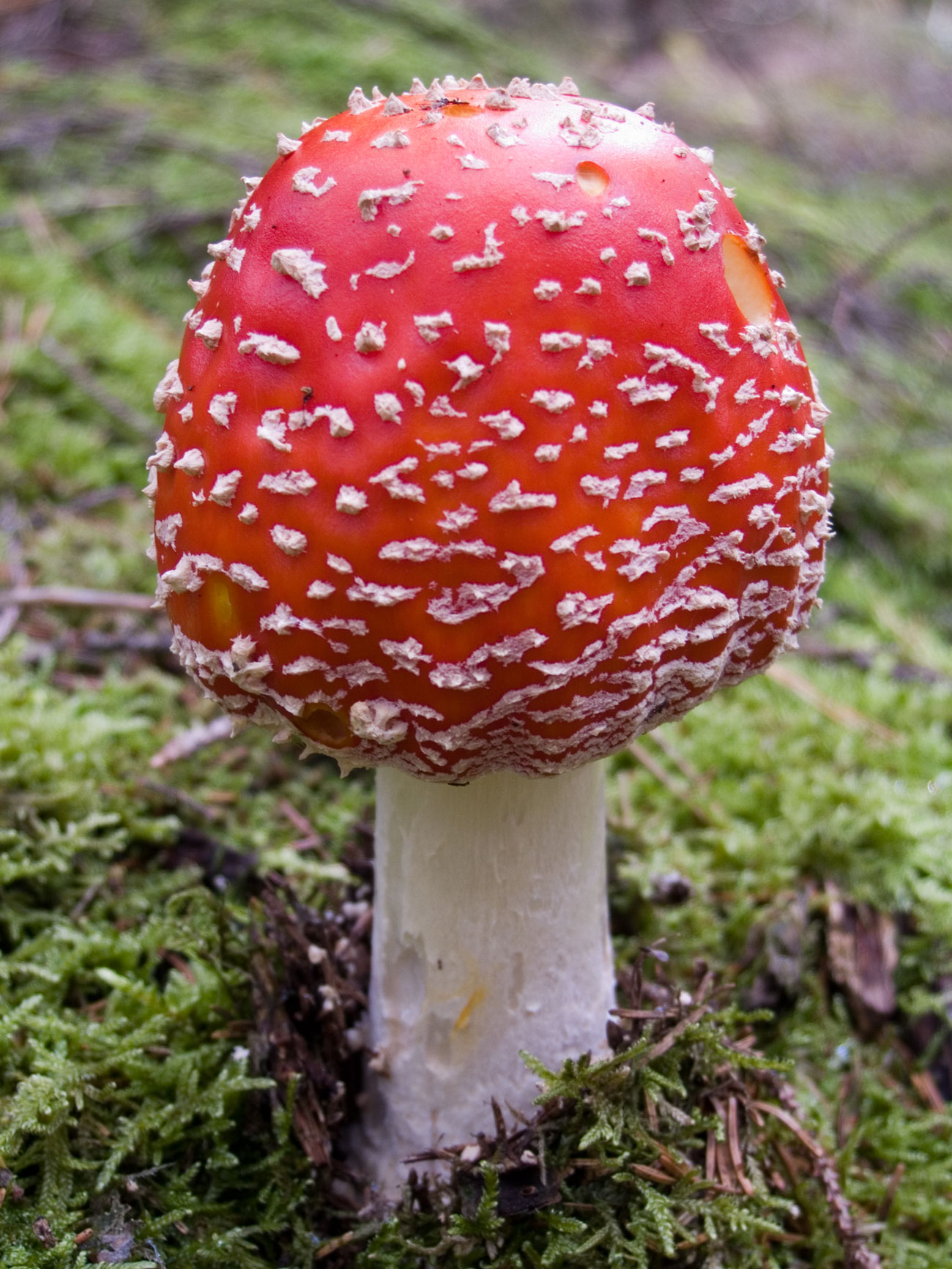
Amanita muscaria, uma espécie da ordem Agaricales.

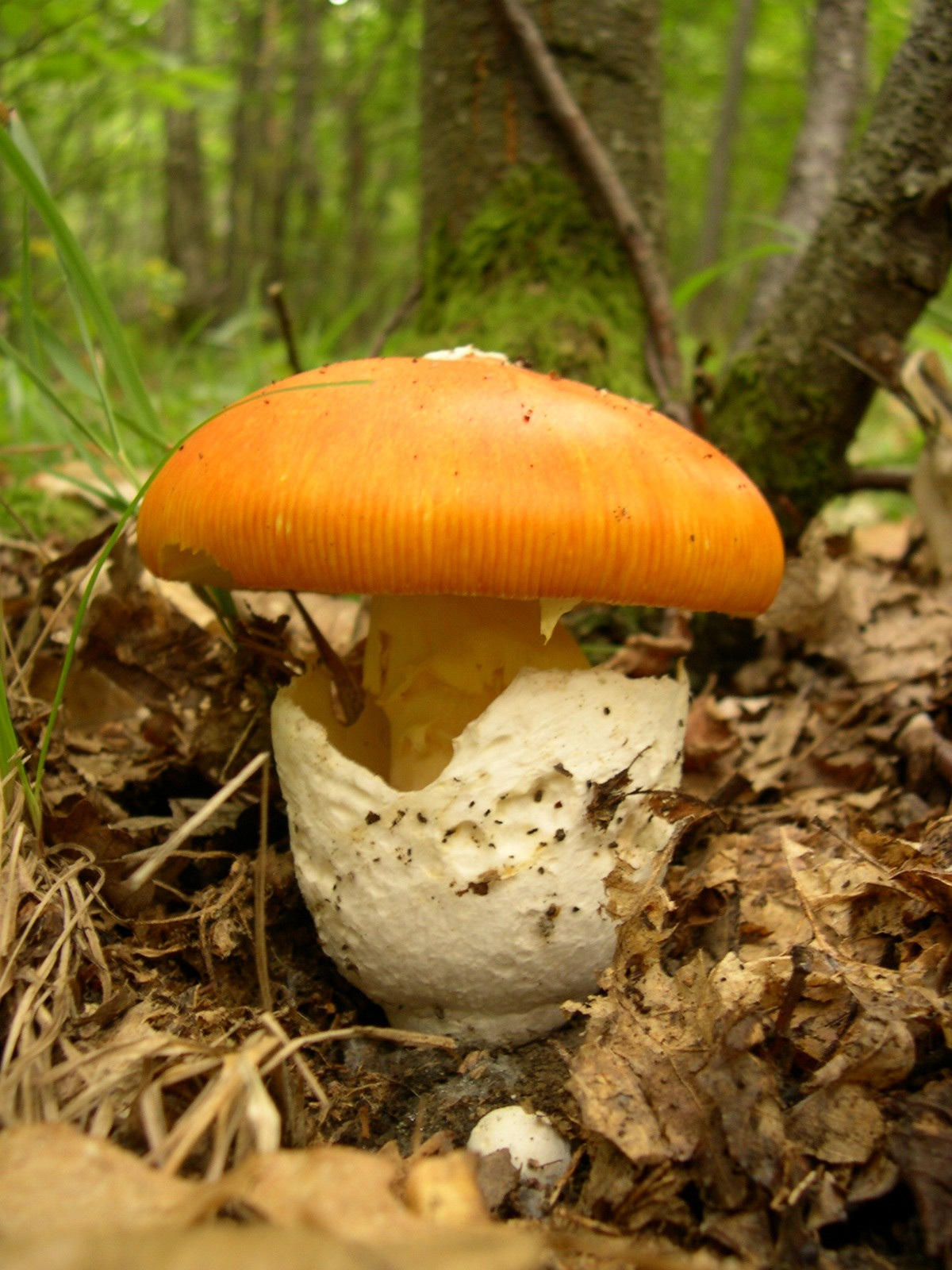
Amanita caesarea, uma espécie da ordem Agaricales.

Como originalmente concebido, a ordem continha todos os Agáricos (cogumelos com guelras), mas pesquisas subsequentes mostraram que nem todos os agarics estão intimamente relacionados e alguns pertencem a outras ordens, como Russulales e Boletales. Por outro lado, a pesquisa de DNA também mostrou que muitos não agáricos, incluindo alguns dos fungos clavarióides (clubes e corais) e fungos gasteroides (puffballs e falsas trufas) pertencem aos Agaricales. A ordem tem 46 famílias existentes, mais de 400 gêneros, e mais de 25 000 espécies descritas, juntamente com seis gêneros extintos conhecidos apenas pelo registro fóssil. As espécies dos Agaricales variam desde o familiar Agaricus bisporus (cogumelo cultivado) e o mortal Amanita virosa (anjo destruidor) até o Clavaria zollingeri (coral violeta) e Fistulina hepatica semelhante a um colchete.

## História, classificação e filogenia
Em seus três volumes de Systema Mycologicum publicados entre 1821 e 1832, Elias Fries colocou quase todos os cogumelos carnudos e formadores de brânquias no gênero Agaricus. Ele organizou o grande gênero em "tribos", cujos nomes ainda existem como gêneros comuns de hoje. Mais tarde, Fries elevou várias dessas tribos ao nível genérico, mas autores posteriores - incluindo Gillet, Karsten, Kummer, Quélet, e Staude - fizeram a maioria das mudanças. Fries baseou sua classificação em caracteres macroscópicos dos corpos frutíferos e na cor da impressão dos esporos. Seu sistema foi amplamente utilizado, pois tinha a vantagem de que muitos gêneros podiam ser prontamente identificados com base em caracteres observáveis no campo. A classificação de Fries foi posteriormente contestada quando estudos microscópicos da estrutura do basidiocarpo, iniciados por Fayod e Patouillard, demonstraram que vários agrupamentos de Fries não eram naturais. No século XX, o influente trabalho de Rolf Singer, The Agaricales in Modern Taxonomy, publicado em quatro edições de 1951 a 1986, usou os caracteres macroscópicos de Fries e os caracteres microscópicos de Fayod para reorganizar famílias e gêneros; sua classificação final incluiu 230 gêneros em 18 famílias. Singer tratou três grandes grupos dentro dos Agaricales sensu lato: os Agaricales sensu stricto, Boletineae e Russulales. Esses grupos ainda são aceitos por tratamentos modernos baseados em análise de DNA, como o clado euagarics, o clado bolete e o clado russuloid.
A pesquisa filogenética molecular demonstrou que o clado euagarics é aproximadamente equivalente ao Agaricales sensu stricto de Singer. Um estudo em grande escala de Brandon Matheny e colegas usou sequências de ácidos nucleicos representando seis regiões de genes de 238 espécies em 146 gêneros para explorar o agrupamento filogenético dentro dos Agaricales. A análise mostrou que a maioria das espécies testadas pode ser agrupada em seis clados que foram denominados clados Agaricoid, Tricholomatoid, Marasmioid, Pluteoid, Hygrophoroid e Plicaturopsidoid.
Estudos moleculares mostraram que os agáricos são mais divergentes do que se pensava. Os agáricos dos gêneros Russula e Lactarius, por exemplo, pertencem à ordem Russulales, enquanto os agáricos dos gêneros Paxillus e Hygrophoropsis pertencem aos Boletales. Por outro lado, alguns gêneros com corpos de frutificação não agáricos, como puffballs, fungos de ninho de pássaro e muitos fungos clavarióides, pertencem aos Agaricales.

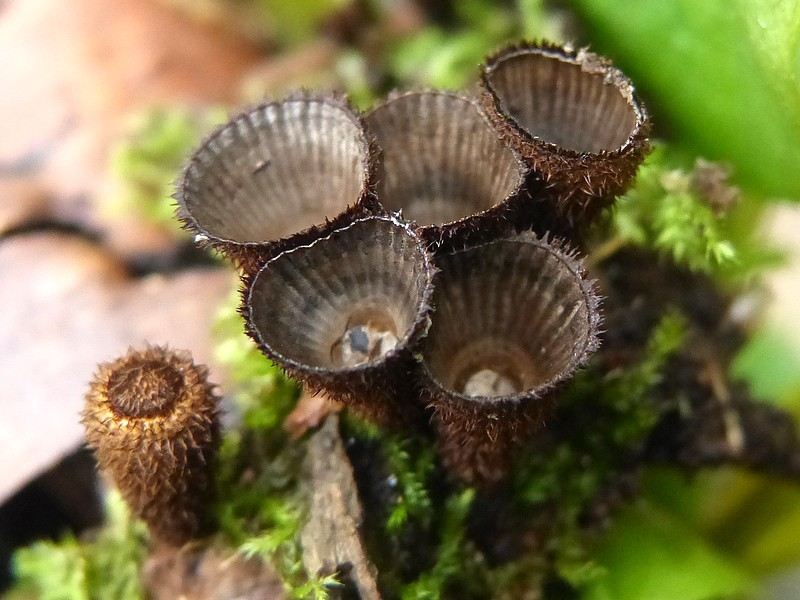
O fungo ninho de pássaro Cyathus striatus

## GeneraIncertae sedis

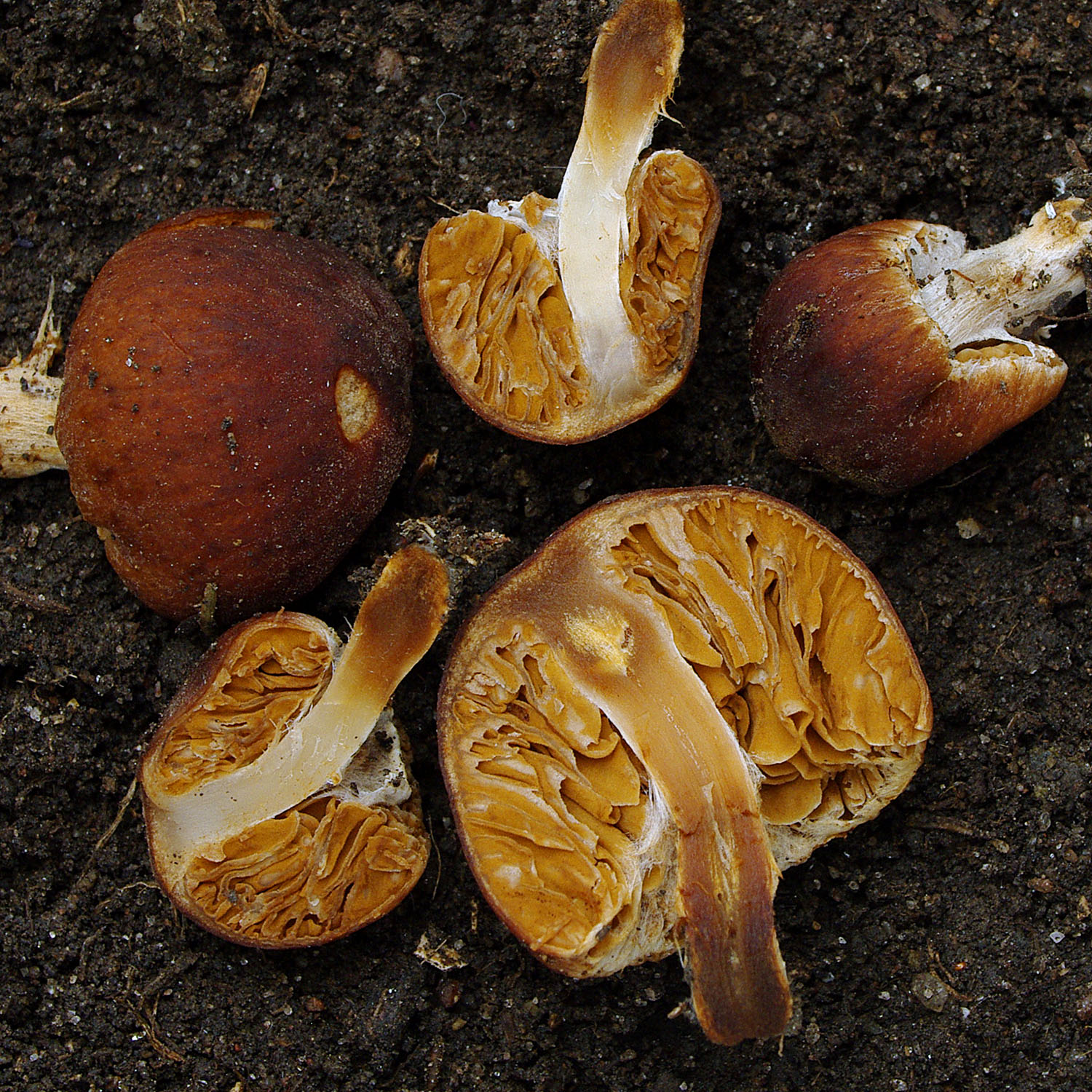
Setchelliogaster é um gênero de fungo gasteroide em Agaricales que é incertae sedis com relação à colocação familiar.

Existem vários gêneros classificados nos Agaricales que são i) pouco conhecidos, ii) não foram submetidos à análise de DNA, ou iii) se analisados filogeneticamente não se agrupam com famílias ainda nomeadas ou identificadas e não foram atribuídos a uma família (ou seja, Incertae sedis com respeito à colocação familiar). Esses incluem:
- †Aureofungus Hibbett, Manfr. Binder & Zheng Wang (2003)
- Brunneocorticium Sheng H.Wu (2007)
- Cercopemyces T.J.Baroni, Kropp & V.S.Evenson (2014)
- Cheilophlebium Opiz & Gintl (1856)
- Cribrospora Pacioni & P.Fantini (2000)
- Hemipholiota (Singer) Bon (1986)
- Hemistropharia Jacobsson & E. Larss. (2007)
- Infundibulicybe Harmaja (2003)
- Melanoleuca Pat. (1897)
- Mesophelliopsis Bat. & A.F.Vital (1957)
- †Palaeoagaracites Poinar & Buckley (2007)[13]
- Panaeolina Maire (1933)
- Panaeolus (Fr.) Quél. (1872)
- Phlebophyllum R.Heim (1969)
- Plicatura Peck (1872)
- Sedecula Zeller (1941)
- Setchelliogaster Pouzar (1958)
- Trichocybe Vizzini (2010)